# Carabus amplipennis
Carabus amplipennis é uma espécie de insetos coleópteros pertencente à família Carabidae.
A autoridade científica da espécie é Vacher de Lapouge, tendo sido descrita no ano de 1924.
Trata-se de uma espécie presente no território português.